# زيرون رخو الأزهار
زيرون رخو الأزهار (الاسم العلمي:Xyris laxiflora) هو نوع من النباتات يتبع جنس الزيرون من الفصيلة الزيرونية.